# Alexandrina Soare

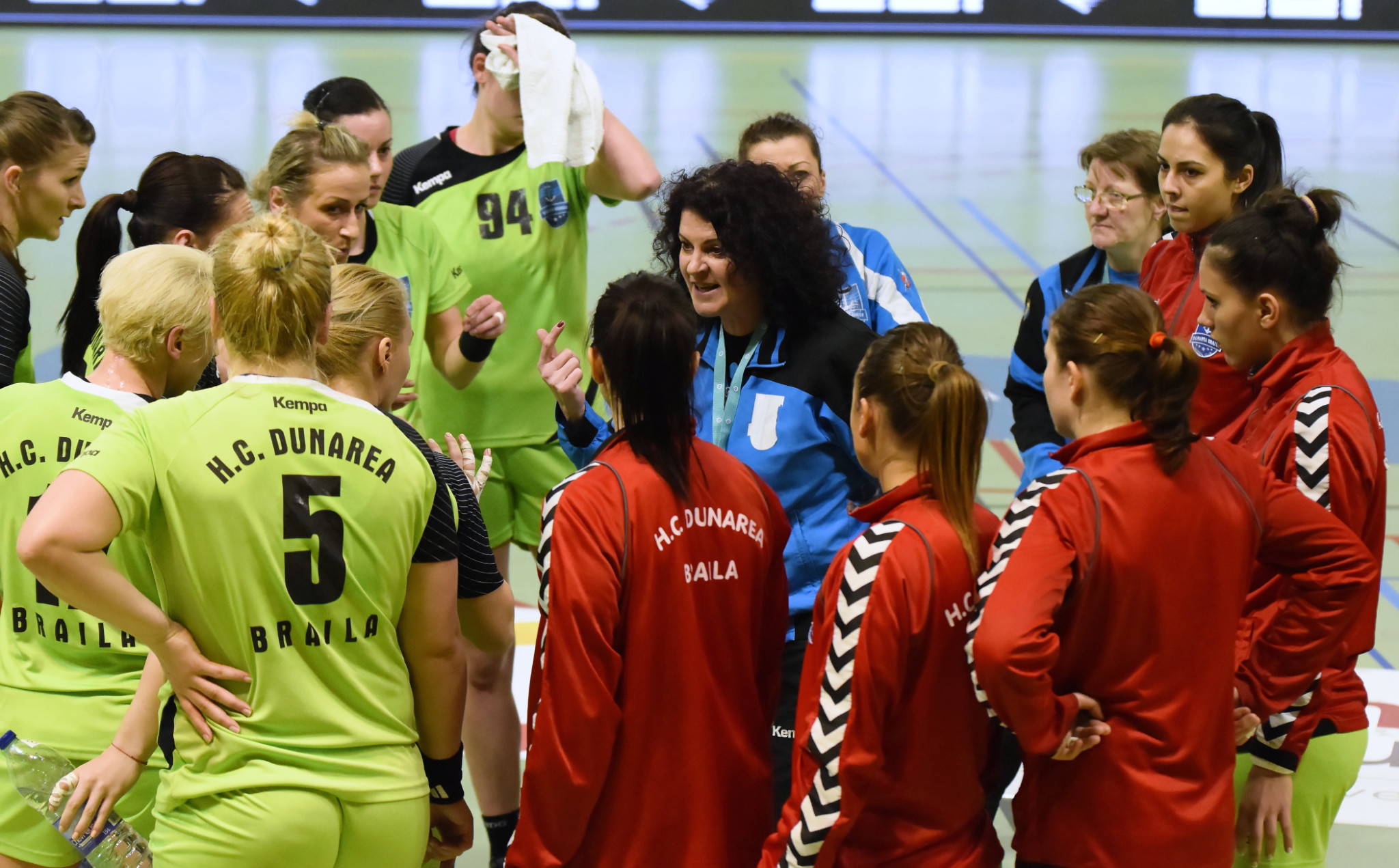
Cupa EHF, Issy Paris Hand–H.C. Dunărea Brăila, 2015.

Alexandrina Soare (născută Alexandrina Oprea, pe 7 martie 1968, în Galați) este o fostă handbalistă și antrenor de handbal din România. Ultima echipă pe care a antrenat-o a fost HC Dunărea Brăila, în sezonul 2014-2015. În august 2015, ea a declarat că vrea să facă o pauză și să stea o perioadă departe de handbal.
Pe 22 februarie 2019, Soare a fost anunțată ca noul antrenor al CSM Galați, înlocuindu-l pe Valeriu Costea.

## Carieră
Primul sport practicat de Alexandrina Soare a fost atletismul, dar a fost îndrumată spre handbal de profesoara sa. Soare a început să joace handbal la Clubul Sportiv Școlar nr.1 din Galați, cu a cărei echipă a câștigat de trei ori titlul de campioană națională la categoria junioare. Evoluțiile sale au făcut ca, în 1987, să fie cooptată în echipa națională de tineret a României, cu care a câștigat medalia de aur la Balcaniada din același an, de la Ankara. În total, Soare a jucat 10 meciuri pentru echipa de tineret, în care a înscris 19 goluri. După Balcaniadă, handbalista a fost convocată la lotul de senioare, dar a fost împiedicată de probleme medicale. În 1995, Soare a fost din nou selecționată la echipa națională, dar a fost din nou oprită de o accidentare gravă la tendonul lui Ahile, care a recidivat în anul următor la celălalt picior.
Începând din 1986, ea a jucat la echipa HC Oțelul Galați, iar în 1995 a fost numită antrenor secund al acesteia. Accidentările la picioare i-au pus capăt carierei de handbalistă, dar, în 1998, după plecarea de la echipă a lui Cornel Bădulescu, Soare a fost promovată antrenor principal în locul acestuia, devenind prima femeie antrenor de handbal din România. În anii următori, ea a condus „Oțelul” în semifinalele cupelor EHF și Challenge, precum și în sferturile de finală ale Cupei Cupelor EHF. La sfârșitul sezonului 1999-2000 ea a părăsit gruparea din Galați și a antrenat pentru un an echipa Universitatea Remin Deva, cu care a câștigat medaliile de bronz din campionatul național.
În 2001 a revenit la Galați, dar a preferat să predea de la catedră la Grupul Școlar Industrial Metalurgic, la acea vreme cea mai mare unitate de învățământ din România. Din 2002 și până în 2007, ea a antrenat echipa HC Dunărea Brăila, iar apoi, timp de aproape un an, pe HCM Roman.
În 2008 s-a întors la Oțelul Galați, unde a rămas până în iarna anului 2014, după ce, în 2013, echipa a retrogradat. La începutul returului sezonului 2013-2014, ea a preluat HC Dunărea Brăia, cu care a câștigat medalia de bronz în Liga Națională. Clasarea doar pe locul 6 de anul următor a făcut ca ea să fie înlocuită cu Costică Buceschi.

## Palmares
Club
Antrenor
- Liga Națională:
  - Medalie de bronz: 1998, 2001, 2014

- Cupa EHF:
  - Semifinalistă: 1997, 1998

- Cupa Challenge:
  - Semifinalistă: 1999

- Cupa Cupelor EHF:
  - Sfert-finalistă: 2000

Echipa națională
Handbalistă
- Jocurile Balcanice:
  -  Medalie de aur: 1987